# 602 Marianna
602 Marianna è un asteroide della fascia principale del diametro medio di circa 124,72 km. Scoperto nel 1906, presenta un'orbita caratterizzata da un semiasse maggiore pari a 3,0914482 UA e da un'eccentricità di 0,2441541, inclinata di 15,07565° rispetto all'eclittica.
L'origine del suo nome è sconosciuta.